# 어플릭션
《어플릭션》(Affliction)은 미국에서 제작된 폴 슈레이더 감독의 1997년 드라마 영화이다. 러셀 뱅크스의 동명의 1989년 소설을 각색한 작품이다. 닉 놀테 등이 주연으로 출연하였고 린다 라이즈먼 등이 제작에 참여하였다.

## 출연

### 주연
- 닉 놀테
- 씨씨 스페이식
- 제임스 코번
- 윌렘 대포

### 조연
- 메리 베스 허트
- 짐 트루-프로스트

## 기타
- 공동제작: 프랭크 K. 아이삭
- 라인프로듀서: 조셋 페로타
- 미술: 앤 프리처드
- 의상: 프랑수아 라플랑트
- 배역: 엘렌 체노워스
- 배역: 캐슬린 초핀